# Landes (Charente Marittima)
Landes è un comune francese di 597 abitanti situato nel dipartimento della Charente Marittima nella regione della Nuova Aquitania.

## Società

### Evoluzione demografica
Abitanti censiti